# Ulmeritoides guanacaste
Ulmeritoides guanacaste är en dagsländeart som beskrevs av Lucas Domínguez 1995. Ulmeritoides guanacaste ingår i släktet Ulmeritoides och familjen starrdagsländor. Inga underarter finns listade i Catalogue of Life.